# 不可能主义
不可能主义（英語：Impossibilism）是與社会主义有關的一種意識型態。不可能主義是马克思主义的分支，它聲稱在资本主义经济体制主導下，政治、经济、社会改良的作用极其有限，改良的结果与目的往往相反，因为改良巩固了现行体制，从而确保了资本主义的延续。该理论认为，改良不应是社会主义者主要关心的议题。即使改良不会产生反作用，对于社会主义的实现也是无关紧要。

## 簡述
不可能主义的基本观点最早由美国马克思主义理论家丹尼尔·德莱昂所提出的，但当时没有出現被用以描述这種意識型態的具体的术语。1900年，第二国际巴黎代表大会召开，会上主张接受妥协条件，加入资产阶级政府的一派自称“可能派”。与此相对，反对改良主義和拒绝加入资产阶级政府的一派（以茹尔·盖得为代表）则被称之为“不可能派”，他们所奉信的意識型態也被称为“不可能主义”。
不可能主义被与反列宁主义联系起来，因为不可能主义反对列宁主義的先锋队论及與民主集中制的理论。
英国现存政党中第二古老的政黨大不列颠社会党奉行不可能主义，该党领导着跨政党组织世界社会主义运动。

## 評價

### 中立評價
一些自由意志马克思主义者認為不可能主義保留了古典馬克思主義的一些重要思想，使其免受列寧主義者、史達林主義者及托洛茨基主義者的曲解，而且其關於可能主義失敗一事的預測往往是準確的，他們亦指出不可能主義與議會社會主義（Parliamentary Socialism）不是相同的，前者主張透過使絶大多數人成為社會主義者來推翻階級制度，而後者反對發動革命並主張奪取對於議會的控制權來消除國家，他們認為儘管不可能主義簡單化了馬克思主義的觀點，導致其理論缺乏深度，不過不可能主義者始終堅持向勞動者宣傳他們關於社會主義社會的願景，從而激發他們追求實現社會主義的決心。

## 外部連結
- The Impossibilists （页面存档备份，存于） by Larry Gambone